# Юдовка (Даугавпилс)
Ю́довка (латыш. Judovka) — район города Даугавпилс (Латвия), находится на левом берегу реки Западная Двина.

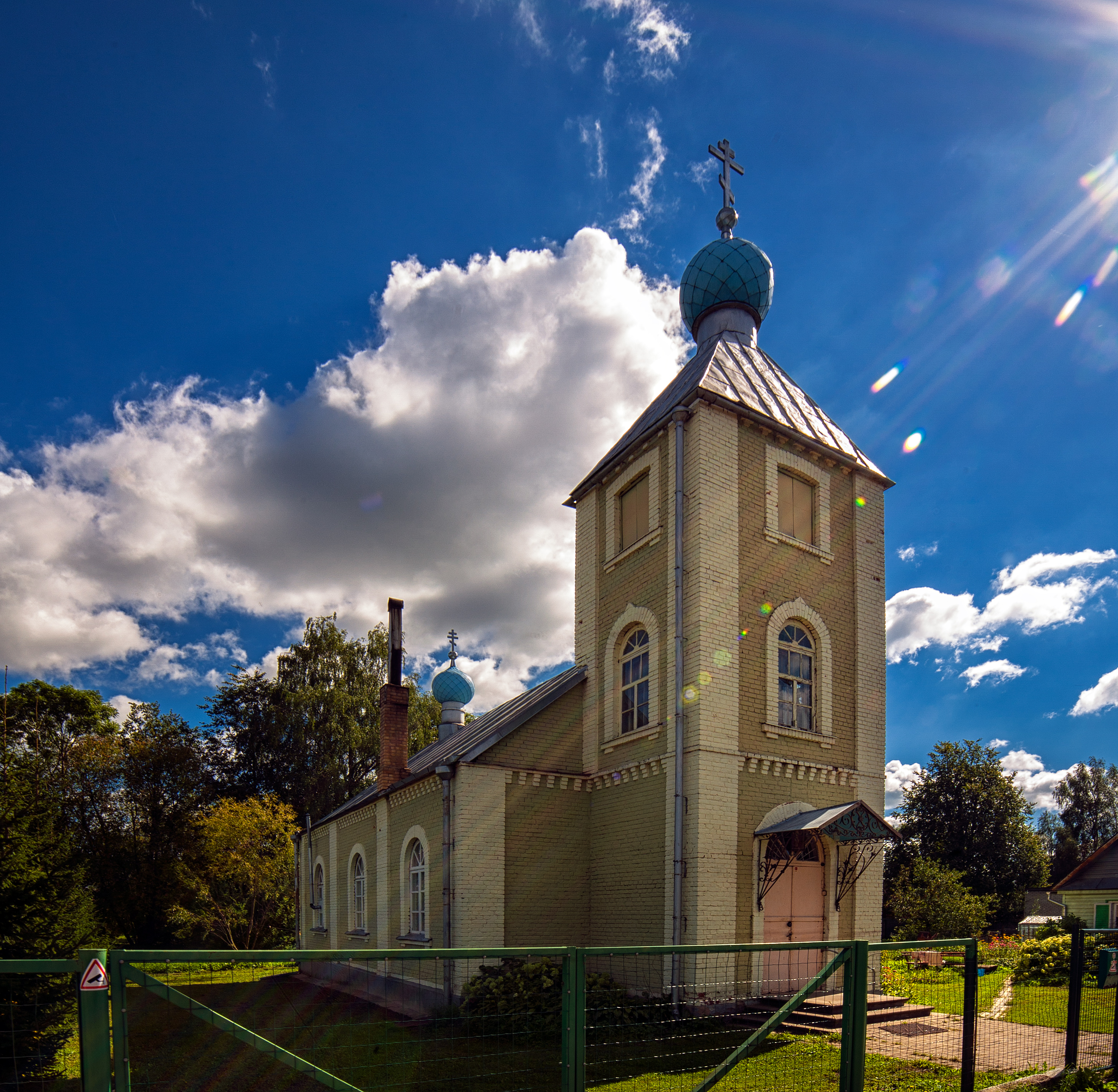
Старообрядческая моленная

С севера граница микрорайона проходит по реке Западная Двина (Даугава), с запада граничит с микрорайоном Грива, с востока граничит с садоводствами Малютки Лауцесской волости Даугавпилского края. Застройка частного сектора, в основном одноэтажные здания, за последние годы построено несколько домов в два этажа. Имеется старообрядческая моленная, в 2009 году было отмечено 100-летие существования общины старообрядцев и моленного дома. Через район проходит дорога P68 к белорусской границе, на Браслав (45 км). С основной частью города район связывают городские автобусные маршруты № 8 и № 15.